# Обунга, Харольд
Харольд Обунга (англ. Harold Obunga; 21 ноября 1959 — 16 сентября 1995, Макинду, Восточная провинция) — кенийский боксёр, представитель первой тяжёлой весовой категории. Выступал за национальную сборную Кении по боксу во второй половине 1980-х годов, участник летних Олимпийских игр в Сеуле.

## Биография
Харольд Обунга родился 21 ноября 1959 года.
Впервые заявил о себе в боксе на взрослом международном уровне в сезоне 1985 года, когда вошёл в состав кенийской национальной сборной и принял участие в матчевой встрече со сборной ФРГ — в рамках средней весовой категории уступил по очкам немецкому боксёру Лойтнеру.
Благодаря череде удачных выступлений удостоился права защищать честь страны на летних Олимпийских играх 1988 года в Сеуле. В категории до 91 кг благополучно прошёл первого соперника по турнирной сетке, представителя Тонга Туалау Фале, тогда как во втором бою на стадии четвертьфиналов единогласным решением судей потерпел поражение от поляка Анджея Голоты и выбыл из борьбы за медали.
После сеульской Олимпиады Обунга больше не показывал сколько-нибудь значимых результатов в боксе на международной арене.
Погиб 16 сентября 1995 года в автокатастрофе недалеко от города Макинду в возрасте 35 лет.
Ежегодно в Найроби проходит турнир по боксу памяти Харольда Обунги.